# 2024년 하계 올림픽 우크라이나 선수단
2024년 하계 올림픽 우크라이나 선수단은 2024년 7월 26일부터 8월 11일까지 프랑스 파리에서 열린 2024년 하계 올림픽에 참가한 올림픽 우크라이나 선수단이다.
우크라이나는 소련 붕괴 이후 8회 연속 하계 올림픽에 출전하게 되었으며 러시아의 우크라이나 침공 이후 첫 올림픽 출전이다.

## 출전 선수
| 종목           | 남자 | 여자 | 전체 |
| -------------- | ---- | ---- | ---- |
| 근대5종        | 2    | 1    | 3    |
| 다이빙         | 5    | 4    | 9    |
| 레슬링         | 5    | 4    | 9    |
| 배드민턴       | 0    | 1    | 1    |
| 복싱           | 3    | 0    | 3    |
| 브레이킹       | 1    | 2    | 3    |
| 사이클         | 2    | 2    | 4    |
| 사격           | 4    | 2    | 6    |
| 수영           | 4    | 1    | 5    |
| 스포츠클라이밍 | 1    | 1    | 2    |
| 아티스틱스위밍 | 0    | 2    | 2    |
| 양궁           | 1    | 1    | 2    |
| 역도           | 0    | 1    | 1    |
| 유도           | 2    | 3    | 5    |
| 육상           | 11   | 14   | 25   |
| 조정           | 2    | 4    | 6    |
| 체조           | 5    | 7    | 12   |
| 축구           | 18   | 0    | 18   |
| 카누           | 5    | 4    | 9    |
| 탁구           | 1    | 2    | 3    |
| 펜싱           | 0    | 6    | 6    |
| 테니스         | 0    | 6    | 6    |
| 전체           | 72   | 68   | 140  |

## 메달 집계
| 종목 | 1 | 2 | 3 | 합계 |
| 종목 | ' | ' | ' | '    |
| 종목 | ' | ' | ' | '    |
| 종목 | ' | ' | ' | '    |
| 합계 | ' | ' | ' | '    |

## 같이 보기
- 2024년 하계 올림픽